# Waldebert
Waldebert, (overleden c. 668), ook bekend als Walbertus, Gaubert, Valbert of Walbert, was een Frankische graaf van Guines, Ponthieu en Saint-Pol, die abt van de Abdij van Luxeuil in de Orde der Sint-Columbanus werd, en uiteindelijk een gecanoniseerde heilige in de Rooms-Katholieke Kerk. Net als een aantal van zijn verwanten, was hij een beschermheilige van de Kerk, verrijkte haar met landerijen en stichtte kloosters.
Net als zijn voorganger bij Luxeuil werd hij geboren uit de adellijke Frankische familie van Hertog Waldelenus van Bourgondië, die zeer invloedrijk was in de zevende-eeuwse Frankische politiek en diende in het leger alvorens hij zich wijdde aan het contemplatieve leven. Hij trad toe tot het klooster van Luxeuil op de grenzen van Austrasië en Bourgondië (in het huidige Frankrijk). Daar liet hij zijn wapenen wijden en deze zouden nog eeuwenlang in de abdijkerk hangen. Hij leefde als kluizenaar nabij de abdij tot de abt van het klooster, Sint-Eustatius van Luxeuil, stierf en Waldebert zelf tot derde abt werd verkozen (c. 628).
Hij was gedurende veertig jaar abt van het klooster. Tijdens deze periode leidde de school van Luxeuil vele Frankische aristocraten op tot bisschoppen in de Frankische koninkrijken. Waldebert bewerkstelligde de overgang van het klooster van de Regel van Columbanus naar de Regel van Benedictus. Hij verkreeg ook van Paus Johannes IV de onafhankelijkheid van zijn gemeenschap ten opzichte van de bisschoppelijke controle en liet de omvang en de welvaart van het klooster en haar gebieden gevoelig toenemen. Onder de vele bijhuizen gesticht vanuit Luxeuil tijdens zijn ambtstermijn, valt onder meer de stichting van het klooster in Laon door de heilige Salaberga.
Zijn feestdag in de rooms-katholieke kerk is 2 mei. De basis voor het moderne onderzoek naar zijn persoon werd gelegd door J. Poinsotte, Les Abbes de Luxeuil (1900).